# Hellissandur
Hellissandur é uma localidade na Islândia. Em 1 de janeiro de 2021 tinha uma população de 370 habitantes.